# Phyllis Bryn-Julson
Phyllis Bryn-Julson est une soprano américaine née à Bowdon (Dakota du Nord) le 5 février 1945. Elle est spécialiste de la musique contemporaine.

## Biographie
Elle étudie le chant à l'université de Syracuse avec Helen Boatwright, ainsi qu'avec Jan DeGaetani.
Elle a interprété entre autres Luonnotar de Jean Sibelius, Two Love Poems de Norbert Moret, Le Rossignol d'Igor Stravinsky avec l'orchestre symphonique de la BBC dirigé par Pierre Boulez, Cabaret Songs ; Songs, opus 2; Book of The Hanging Gardens d'Arnold Schönberg avec Ursula Oppens.
En 1981, elle chante dans Pli selon pli, portrait de Mallarmé de Pierre Boulez avec l'orchestre symphonique de la BBC dirigé par Pierre Boulez, qui reçoit le Gramophone Classical Music Awards en 1982-1983. Elle enregistre Erwartung d'Arnold Schönberg avec le Birmingham Contemporary Music Group et l'Orchestre symphonique de Birmingham dirigé par Simon Rattle, qui obtient le Gramophone Classical Music Awards en 1995.
En 1996, elle participe à l'enregistrement des Aventures et Nouvelles Aventures de György Ligeti sous la direction d'Esa-Pekka Salonen.
En 2008, elle publie l'ouvrage Inside Pierrot lunaire: Performing the Sprechstimme in Schoenberg's Masterpiece coécrit avec Paul Mathews, chez Scarecrow Press. 
Elle a fait don de ses archives à la bibliothèque de l'université Johns-Hopkins.

## Récompenses et distinctions
- Grammy Awards 1997 : nomination au meilleur enregistrement d'opéra pour Dallapiccola: Il prigioniero [10]
- Grammy Awards 1998 : nomination à la meilleure performance vocale classique pour Ligeti: Vocal Works (Nonsense Madrigals; Aventures; Der Sommer, Etc.[10]